# ХХІІІ зимові Олімпійські ігри (срібна монета)
«ХХІІІ зимо́ві Олімпі́йські і́гри» — срібна пам'ятна монета номіналом 10 гривень, випущена Національним банком України. Присвячена важливій події у світовому спортивному житті — зимовим Олімпійським іграм у південнокорейському місті Пхьончхан (9—25 лютого 2018 року). Міжнародні змагання проводяться під егідою Міжнародного олімпійського комітету в рамках олімпійського руху.
Монету введено до обігу 10 січня 2018 року. Вона належить до серії «Спорт».

## Опис та характеристики монети
| Номінал грн. | Метал            | Маса, грам   | Діаметр, мм. | Якість виготовлення | Гурт                           | Тираж, штук |
| ------------ | ---------------- | ------------ | ------------ | ------------------- | ------------------------------ | ----------- |
| 10           | срібло 925 проби | 31,1 / 33,62 | 38,6         | пруф                | гладкий із заглибленим написом | 5 000       |

### Аверс
На аверсі монети розміщено: стилізований факел у вигляді римської цифри «XXIII» із кольоровим вогнем — одним із символів Олімпійських ігор (елемент оздоблення — голографічне зображення); ліворуч — малий Державний Герб України, над яким напис «УКРАЇНА» та рік карбування монети — «2018»; праворуч на тлі стилізованих сніжинок відображено номінал — «10/ГРИВЕНЬ».

### Реверс
На реверсі монети зображено: праворуч — фрагмент стилізованої сніжинки, у центрі якої знак Національного олімпійського комітету України, між кристалами сніжинки на матовому тлі розміщено піктограми, що символізують зимові види спорту; ліворуч — напис півколом — «ХХІІІ ЗИМОВІ ОЛІМПІЙСЬКІ ІГРИ».

## Автори

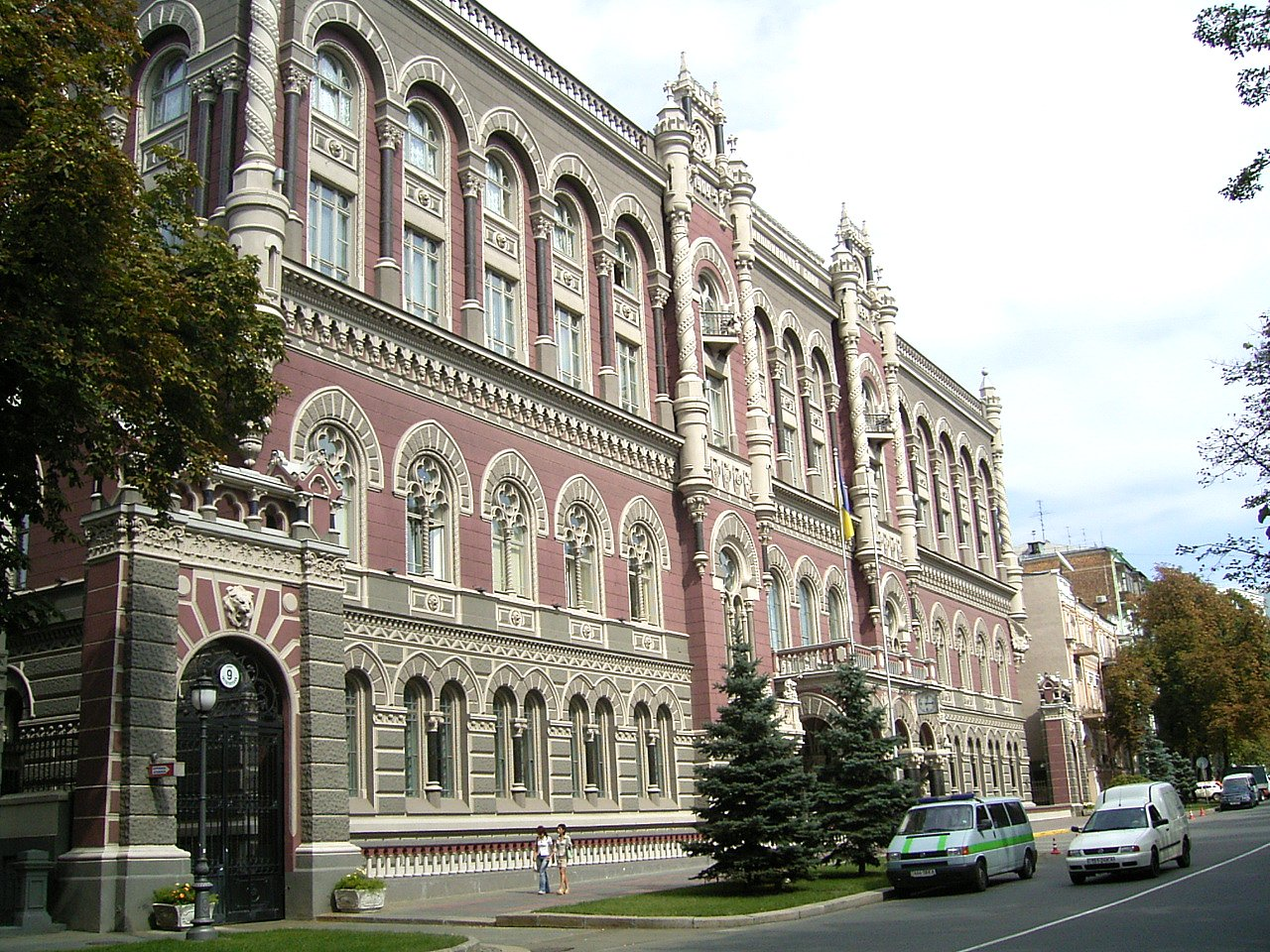
Будівля Національного банку України

- Художники: Таран Володимир, Харук Олександр, Харук Сергій (аверс); Фандікова Наталія (реверс).
- Скульптори: Дем'яненко Володимир, Атаманчук Володимир.

## Вартість монети
Під час введення монети в обіг 2018 року Національний банк України реалізовував монету через свої філії за ціною 1050 гривень.
Фактична приблизна вартість монети, з роками змінювалася так:
| Рік        | 2018  | 2019  | 2020  | 2021  | 2022  | 2023  | 2024  | 2025  |
| ---------- | ----- | ----- | ----- | ----- | ----- | ----- | ----- | ----- |
| Ціна, грн. | 1 200 | 1 150 | 1 100 | 1 220 | 1 400 | 1 850 | 2 800 | 3 000 |